# 수어사이드 스쿼드 (영화)
《수어사이드 스쿼드》(Suicide Squad)는 2016년 공개된 미국의 슈퍼빌런 영화로, DC 코믹스의 동명의 팀을 소재로 하였다. DC 확장 유니버스의 세 번째 영화로서, 데이비드 에이어가 감독과 각본을 맡았다.

## 시놉시스
"더 나쁜 놈을 잡기 위해 나쁜 놈들이 모였다!"
슈퍼맨이 죽고 나서, 세상이 점점 더 혼돈에 휩싸이자 장관은 감옥에 갇힌 뛰어난 악당들로 팀을 꾸리기로 결심한다.

## 배역
- 윌 스미스 - 플로이드 로턴 / 데드샷 역
- 자레드 레토 - 조커 역
- 마고 로비 - 할린 퀸젤 / 할리 퀸 역
- 요엘 킨나만 - 릭 플래그 역
- 비올라 데이비스 - 어맨다 월러 역
- 자이 코트니 - 조지 "디거" 하크니스 / 캡틴 부메랑 역
- 제이 에르난데스 - 차토 산타나 / 엘 디아블로 역
- 애디왈레이 애키누에이아그바제이 - 웨일런 존스 / 킬러 크록 역
- 카라 델러빈 - 준 문 / 인챈트리스 역
- 캐런 후쿠하라 - 야마시로 다쓰 / 카타나 역
- 애덤 비치 - 크리스토퍼 바이스 / 슬립낫 역
- 아이크 배린홀츠 - 그리그스 역
- 스콧 이스트우드 - GQ 에드워즈 역
- 벤 애플렉 - 브루스 웨인 / 배트맨 역
- 에즈라 밀러 - 배리 앨런 / 더 플래시 역
- 짐 패랙 - 조니 프로스트 역
- 코먼 - 몬스터 T 역
- 셰일린 피에르딕슨 - 조이 로턴 역
- 코리나 캘더론 - 그레이스 역
- 데이비드 하버 - 덱스터 톨리버 역
- 알렉스 메라즈 - 고메즈 역